# مايك روس
مايك روس (بالإنجليزية: Mike Ross)‏ (و. 1979  م) هو لاعب اتحاد الرغبي، من جمهورية أيرلندا، ولد في كورك، يلعب كمبعد ‏.

## التعليم
تعلم في كلية كورك الجامعية.

## روابط خارجية
- مايك روس عل موقع إسبنسكروم (الإنجليزية)
- مايك روس على موقع ItsRugby.co.uk (الإنجليزية)